# Julio Olivo
Julio Alfredo Olivo Granadino (Sonsonate) es un abogado, escritor, investigador, jurista y académico salvadoreño. Se ha desempeñado en dos ocasiones seguidas como Magistrado del Tribunal Supremo Electoral para los periodos 2014-2019 y 2019-2024, propuesto en un principio por el partido FMLN. Fue presidente de dicha institución para el periodo 2014-2019.

## Biografía

### Estudios
Se graduó como Licenciado en Ciencias Jurídicas por la Facultad de Jurisprudencia y Ciencias Sociales de la Universidad de El Salvador (UES) en 1993.
Posteriormente egresó de múltiples postgrados:
- Maestría en Profesionalización de la Docencia Superior por la Universidad de El Salvador en convenio con la Universidad Nacional Autónoma de México (1996-1998).
- Maestría en Derecho Pluralista Público y Privado (2002-2004).
- Doctorado en Derecho por la Universidad Autónoma de Barcelona (2002-2006).
- Estudios de Postgrado en Filosofía Iberoamericana en la Universidad Centroamericana "José Simeón Cañas" (2001-2002).
- Diplomado en Formación Docente por la Universidad Nacional Autónoma de México (1994-1996).

### Trayectoria laboral académica
Desde 1990 se ha desempeñado como docente universitario de la Facultad de Jurisprudencia y Ciencias Sociales en la Universidad de El Salvador. En 1996 fue Secretario Interino en la misma facultad. Ha sido Jefe del Departamento de Ciencias Políticas y Sociales de 1999-2002, Coordinador de la Comisión de Auto Evaluación para el Ministerio de Educación de 2000-2001, Coordinador de la Comisión de Nuevo Ingreso de la Facultad de Jurisprudencia y Ciencias Sociales y miembro de la Comisión de Nuevo ingreso de la Universidad de El Salvador para el periodo 1999-2004, de igual forma, fue Miembro de la Comisión Interuniversitaria para el diseño y ejecución del Plan de Estudios de Doctorado en Derecho para El Salvador en apoyo con la Agencia Española de Cooperación AECI (hoy AECID), Organismo Técnico de Cooperación OTC, Universidades Privadas y Universidad de El Salvador (2002). 
Ha sido también Coordinador del Primer Doctorado en Derecho, impartido por la Universidad Autónoma de Barcelona, en representación de la Universidad de El Salvador, y la Agencia Española de Cooperación Internacional AECI, a través del Proyecto Justicia de 2002-2006. Fue Director de la Escuela de Ciencias Jurídicas de la Facultad de Jurisprudencia y Ciencias Sociales de la Universidad de El Salvador para el período 2005-2007 y Director de la Escuela de Ciencias Jurídicas de la Facultad de Jurisprudencia y Ciencias Sociales de la Universidad de El Salvador para el período 2007-2010. Tiene historial de haber sido profesor titular de Filosofía del Derecho y Ética Jurídica. Por último, ha sido decano de la Facultad de Jurisprudencia y Ciencias Sociales de la Universidad de El Salvador para el periodo 2011-2014 y como miembro propietario del Consejo Superior Universitario y Coordinador de la Junta Directiva de la Facultad de Jurisprudencia y Ciencias Sociales; en el año 2015 fue Vicepresidente del Congreso Internacional de Americanistas.

### Magistrado Propietario (2019-2024)
Ha sido un fuerte opositor de la gestión del gobierno de Nayib Bukele. Luego de que la Sala Constitucional de la Corte Suprema de Justicia emitiera un fallo en 2021 habilitando la reelección presidencial consecutiva y que el presidente promulgara su intención de correr para un segundo mandato, Julio Oliva se mostró en contra de la decisión, tomándolo como inconstitucional. Para el momento de habilitar o no las candidaturas para la Elección Presidencial de 2024, fue el único de los cinco magistrados en dar su voto como abstención para la candidatura de Bukele.

## Reconocimientos
1. Diploma como docente destacado por la Asociación de Estudiantes de Derecho AED Roque Dalton.
2. Diploma de Reconocimiento de Rectoría por su aporte a la Universidad de El Salvador como Director de Escuela de Ciencias Jurídicas.
3. Diploma de Reconocimiento de la Universidad Autónoma de Barcelona, Universidad de El Salvador y Universidad Dr. José Matías Delgado, por su destacada labor como Coordinador Académico del Programa de Doctorado en Derecho.
4. Diploma de Reconocimiento otorgado por la Maestría Judicial de Costa Rica, San José.
5. Diploma de Reconocimiento otorgado por el Diplomado en Formación Pedagógica del Departamento de Educación, Facultad de Ciencias y Humanidades, Universidad de El Salvador.
6. Diploma de Reconocimiento otorgado por el Diplomado en Liderazgo Político.
7. Diplomado de Reconocimiento otorgado por el Diplomado en Liderazgo Sindical.
8. Diploma de reconocimiento otorgado por el Parlamento Centroamericano y Corte Suprema de Justicia.

## Publicaciones
1. La desaparición forzada de personas y su falta de tipificación en el Código Penal salvadoreño (1990).
2. El proceso de diálogo negociación como medio para la solución del conflicto armado salvadoreño (1991-1993).[12]
3. Proceso de enseñanza aprendizaje: una perspectiva metodológica del aprendizaje grupal en la Universidad de El Salvador (1996-1998).
4. La construcción de la subjetividad en la legislación penitenciaria salvadoreña (2001).
5. Trascendencia jurídica de la Responsabilidad Social de la Empresa en la sociedad global.
6. Independencia judicial y democracia.[13]
7. Hacia una concepción de seguridad integral.
8. Instituciones jurídico políticas en la globalización.
9. Reglamentación de la energía nuclear en El Salvador.

## Participación en los medios de comunicación
Ha participado en entrevistas, publicado ensayos y artículos en medios nacionales como El Independiente, Diario Co-Latino, El Diario de Hoy, El Faro de Sonsonate, etc.
También ha trabajado para medios internacionales como Revista de la Facultad de Estudios Superiores, UNAM, México; Revista de Letras de Universidad de las Palmas de Gran Canaria, España; Biblioteca Mundial, Eldial.com, Editorial Albrematica; Revista Mundo Electoral, Panamá.

## Controversias

### Irregularidades contractuales
En agosto de 2023 es denunciado y enjuiciado por presuntas irregularidades contractuales durante su gestión como Presidente Magistrado en el periodo de 2014-2019, las cuales suman alrededor de $143,032.05 de fondos públicos. Esto luego de que la Corte de Cuentas de la República realizara un examen especial, la misma Corte de Cuentas cuestiona que no se le halla dado el seguimiento a las cláusulas contractuales de ese momento.